# جو دان بیکر
جو دان بیکر (انگلیسی: Joe Don Baker؛ ۱۲ فوریهٔ ۱۹۳۶ – ۷ مهٔ ۲۰۲۵) بازیگر اهل ایالات متحده آمریکا بود. وی از سال ۱۹۶۴ تا ۲۰۱۲ مشغول فعالیت بوده است.
از فیلم‌ها و سریالهای تلویزیونی که وی در آن نقش داشته است می‌توان به روزهای روشن زندگی، تنگه وحشت، جنتلمن برجسته، کنگو، نیش واقعی، زیر، زمان کشتن و لبه تاریکی اشاره کرد.